# Georgia Hale
Pour les articles homonymes, voir Hale.
Georgia Hale, née le 24 juin 1905 à Saint Joseph, dans le Missouri (États-Unis), et  décédée le 7 juin 1985 à Hollywood, Californie est une actrice américaine du cinéma muet.

## Biographie
Georgia Theodora Hale devient miss Chicago en 1922. Elle s'installe alors à New York et entame une carrière d'actrice. Elle débute au cinéma en 1925 dans La Ruée vers l'or de Charlie Chaplin.

## Filmographie partielle
- 1925 : Les Chasseurs de salut (The Salvation Hunters), de Josef von Sternberg : la fille
- 1925 : La Ruée vers l'or (The Gold Rush), de Charlie Chaplin : Georgia
- 1926 : Gatsby le Magnifique (The Great Gatsby), de Herbert Brenon : Myrtle Wilson
- 1926 : The Rainmaker de Clarence G. Badger
- 1926 : Man of the Forest (en) de John Waters
- 1928 : A Woman Against the World de George Archainbaud
- 1928 : Le Dernier Moment (The Last Moment) de Paul Fejos
- 1928 : Gypsy of the North (en) de Scott Pembroke
- 1928 : The Floating College
- 1931 : The Lightning Warrior (en) de Benjamin H. Kline et Armand Schaefer : Dianne La Farge